# Борковичи (Витебская область)
Бо́рковичи (бел. Бо́ркавічы) — агрогородок (до 2011 — деревня) в Верхнедвинском районе Витебской области Беларуси. Административный центр Борковичского сельсовета. 

## География
Расположен за 39 км на юго-восток от Верхнедвинска, на железной дороге Полоцк — Даугавпилс.

## История

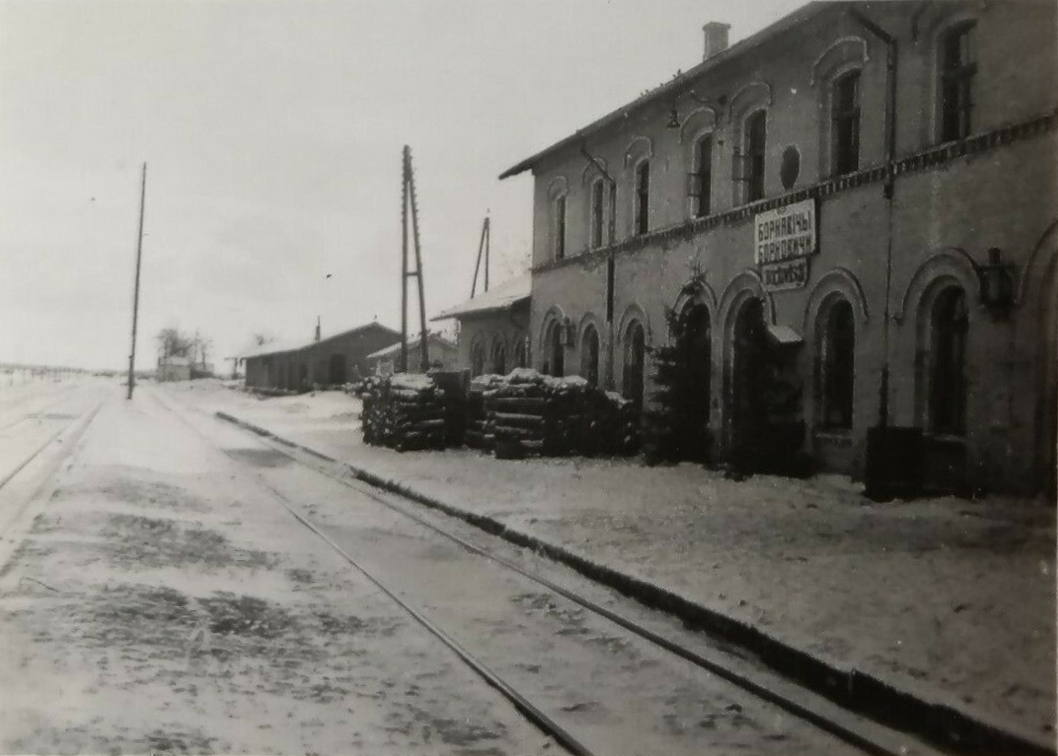
Жд станция Борковичи

Первые письменные упоминания Борковичей относятся к 1536 году. Борковичи входили в состав Полоцкого воеводства.
В 1793 году поселение вошло в состав Российской империи, находилось в Дриссенском уезде Витебской губернии. В 1866 году была построена железнодорожная станция и вокзал Риго-Орловской железной дороги. С середины XIX века функционировала гончарная мастерская, была построена православная церковь. С 1904 года Борковичи состояли из имения помещика Антона Гласки, погоста, который принадлежал причту Борковичской церкви, и вокзального посёлка. Проводились ярмарки.
В 1924 году Борковичи вошли в состав Белорусской ССР, где стали центром сельского Совета. В 1929—1931 годах — центр Борковичского района. С 1931 года — в составе колхоза «Новая культура». В довоенное время функционировали льнозавод и маслосырозавод.
В Великую Отечественную войну в деревне в 1941—1942 годах действовала подпольная комсомольская группа, в которую входили преподаватели и учащиеся Борковичской школы. Подпольщики установили связь с партизанами и по их заданию собирали сведения о передвижении вражеских войск через станцию Борковичи. 14 подпольщиков были схвачены нацистами и погибли в застенках СД.
До 1970 года — сплавная контора. С 1998 года — центр совхоза «Борковичи».
В 2011 году деревня Борковичи преобразована в агрогородок. 

## Население
- 1904 год — 173 жителя[5]
- 1999 год — 1316 жителей
- 2009 год — 1116 жителей
- 2010 год — 936 жителей
- 2019 год — 714 жителей

## Предприятия и организации
На территории агрогородка расположен КУПСХП «Борковичи» (мясо-молочное животноводство и растениеводство). В Борковичах находятся лесничество, лесопункт, УО «Борковичский государственный профессиональный лицей сельскохозяйственного производства» (упразднён в 2016 году), ГУО "Борковичская детский сад-средняя школа Верхнедвинского района", Дом культуры, музыкальная школа и библиотека, почта, больница, аптека, магазины, железнодорожная станция, отделение ОАО «АСБ Беларусбанк».
Действует регулярное автобусное сообщение с Верхнедвинском и Полоцком, а также по местным направлениям.

## Культура
- Дом культуры
- Музей ГУО «Борковичская средняя школа»

## Достопримечательности

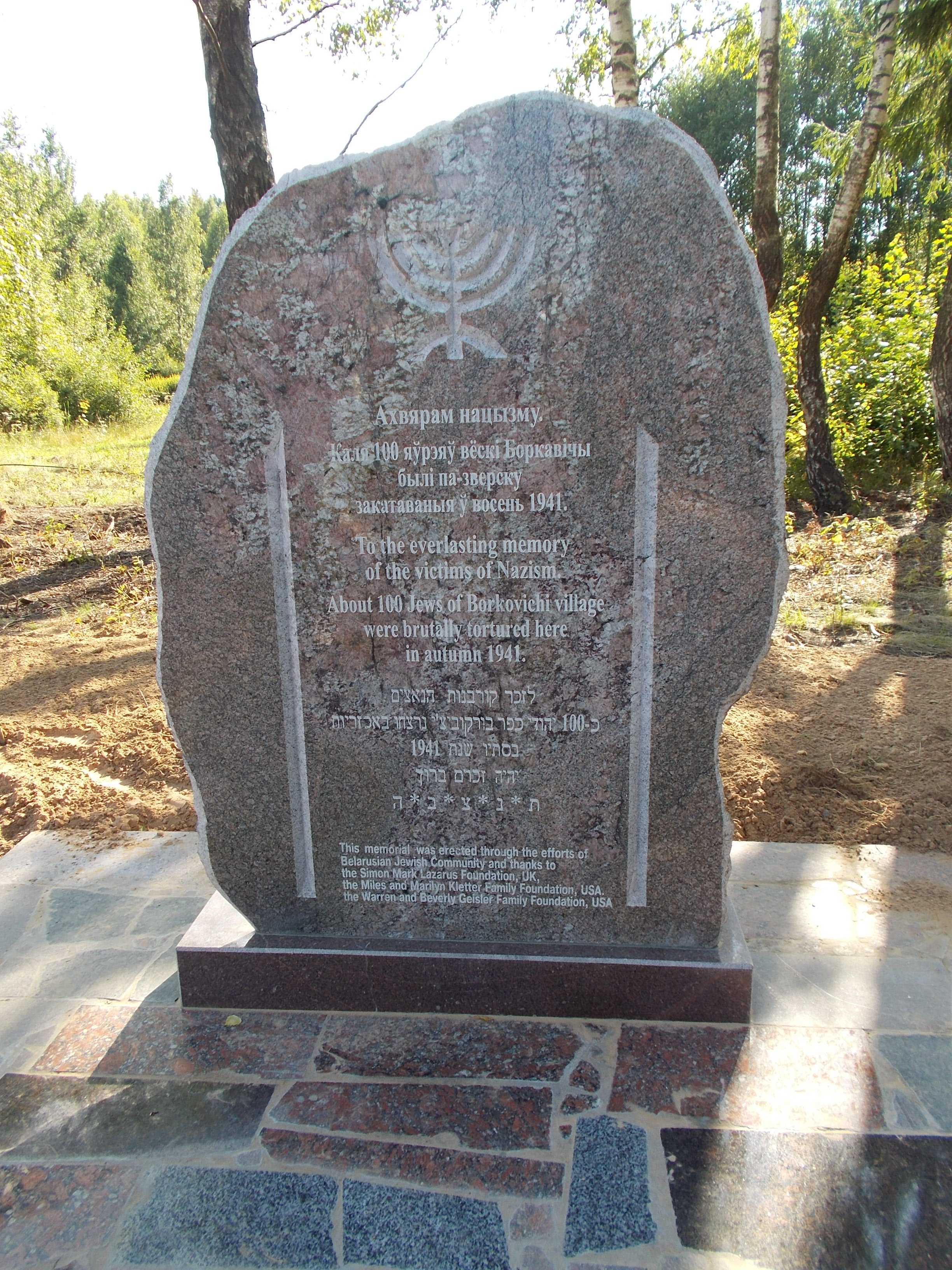
Памятник на месте расстрела евреев — узников гетто в Борковичах

- Памятник на месте расстрела евреев — узников гетто в БорковичахПравославная церковь Казанской иконы Божьей Матери (1992)
- Католическая часовня парафии Святой Троицы (2000)
- Могила жертв нацизма (1943)
- Братская могила (1941—1944) —  Историко-культурная ценность Республики Беларусь, шифр 213Д000229

### Памятник, скульптура
- Обелиск на братской могиле советских воинов и партизан (1964)
- Стела на могиле погибших подпольщиков (1971)

## Известные уроженцы и жители
- Новицкий, Владимир Иосифович (род. 1939) — белорусский историк, доктор исторических наук.